# Psychotria kuhlmannii
Psychotria kuhlmannii är en måreväxtart som beskrevs av Paul Carpenter Standley. Psychotria kuhlmannii ingår i släktet Psychotria och familjen måreväxter. Inga underarter finns listade i Catalogue of Life.